# Rallye Argentinien 2017
Die 37. Rallye Argentinien war der fünfte von 13 FIA-Weltmeisterschaftsläufen 2017. Die Rallye bestand aus 18 Wertungsprüfungen und wurde zwischen dem 27. und dem 30. April ausgetragen.

## Bericht
Das Finale zur Rallye Argentinien 2017 verlief äußerst spannend und die Entscheidung über den Sieg fiel erst in der letzten Wertungsprüfung. Thierry Neuville (Hyundai) hatte einen Rückstand von 0,6 Sekunden auf Elfyn Evans (M-Sport Ford), der seit der zweiten WP in Führung lag. Neuville fing Evans noch ab in der abschließenden Powerstage, der Waliser war 1,3 Sekunden langsamer als Neuville und verpasste seinen ersten Sieg in der Rallye-Weltmeisterschaft um 0,7 Sekunden. Auf der Wertungsprüfung „El Condor“ fuhr Neuville als vorletzter Starter die Bestzeit. Er musste im Ziel auf den nach ihm gestarteten Evans warten. Bei der ersten Zwischenzeit lag Evans noch vor Neuville trotz Bremsproblemen und er war auf dem Weg zum Sieg. Dann streifte er auf einer kleinen Brücke das Geländer, was seine Fahrt kurz bremste. Der Sieg war für Evans somit verloren.
Sébastien Ogier (M-Sport Ford) wurde Vierter und verpasste zum ersten Mal in der laufenden Saison das Siegerpodest. Der Weltmeister war von Beginn weg nicht zufrieden mit dem Fahrverhalten seines Fahrzeuges und konnte mit dem Tempo der Schnellsten nicht mithalten.
Für Citroën war die Rallye in Südamerika ein Debakel, da beide Autos ausschieden. Während Kris Meeke von einer Bodenwelle ausgehebelt wurde und sich überschlug, hatte das Auto von Craig Breen Getriebeprobleme. Am Samstag ging der Ärger weiter und Breen musste schließlich wegen eines Öllecks endgültig aufgeben. Meeke fuhr unter dem Rallye-2-Reglement weiter am Samstag und war bei zwei WP der Schnellste. Danach schlug der C3 WRC mit hohem Tempo bei der 14. WP erneut in eine Abschrankung ein. Nach mehrfachen Überschlägen entstiegen Meeke und Co-Pilot Paul Nagle glücklicherweise unverletzt, das Auto war aber nicht mehr zu reparieren.
Jari-Matti Latvala (Toyota) wurde am Freitag durch einen Reifenschaden gebremst, er verlor aber auch sonst bei jeder Wertungsprüfung Zeit und so lag mehr als Rang fünf nicht drin. Teamkollege Juho Hänninen kämpfte mit technischen Problemen und kam auf Position sieben ins Ziel.

## Meldeliste
| Nr | Fahrer             | Beifahrer        | Auto                       | Klasse   |
| -- | ------------------ | ---------------- | -------------------------- | -------- |
| 1  | Sébastien Ogier    | Julien Ingrassia | Ford Fiesta WRC            | WRC RC1  |
| 2  | Ott Tänak          | Martin Järveoja  | Ford Fiesta WRC            | WRC RC1  |
| 3  | Elfyn Evans        | Daniel Barritt   | Ford Fiesta WRC            | WRC RC1  |
| 4  | Hayden Paddon      | John Kennard     | Hyundai i20 Coupe WRC      | WRC RC1  |
| 5  | Thierry Neuville   | Nicolas Gilsoul  | Hyundai i20 Coupe WRC      | WRC RC1  |
| 6  | Dani Sordo         | Marc Marti       | Hyundai i20 Coupe WRC      | WRC RC1  |
| 7  | Kris Meeke         | Paul Nagle       | Citroën C3 WRC             | WRC RC1  |
| 8  | Craig Breen        | Scott Martin     | Citroën C3 WRC             | WRC RC1  |
| 10 | Jari-Matti Latvala | Miikka Anttila   | Toyota Yaris WRC           | WRC RC1  |
| 11 | Juho Hänninen      | Kai Lindström    | Toyota Yaris WRC           | WRC RC1  |
| 14 | Mads Østberg       | Ola Fløene       | Ford Fiesta WRC            | WRC RC1  |
| 15 | Walerij Horban     | Sergey Larens    | Mini John Cooper Works WRC | WRC RC1  |
| 31 | Pontus Tidemand    | Jonas Andersson  | Škoda Fabia R5             | WRC2 RC2 |
| 32 | Benito Guerra jr.  | Borja Rozada     | Škoda Fabia R5             | WRC2 RC2 |
| 36 | Juan Carlos Alonso | Matias Mercadal  | Škoda Fabia R5             | WRC2 RC2 |

Insgesamt wurden 22 Fahrzeuge gemeldet.

## Klassifizierungen

### Endergebnis
| WRC     |                    |                  |                  |             |             |      |
| 01      | Thierry Neuville   | Nicolas Gilsoul  | Hyundai i20 WRC  | 3:38:10,6 h |             | 25+5 |
| 02      | Elfyn Evans        | Daniel Barritt   | Ford Fiesta WRC  | 3:38:11,3 h | 0,7 s       | 18+4 |
| 03      | Ott Tänak          | Martin Järveoja  | Ford Fiesta WRC  | 3:38:40,5 h | 29,9 s      | 15+3 |
| 04      | Sébastien Ogier    | Julien Ingrassia | Ford Fiesta WRC  | 3:39:35,3 h | 1:24,7 min  | 12+2 |
| 05      | Jari-Matti Latvala | Miikka Anttila   | Toyota Yaris WRC | 3:39:58,7 h | 1:48,1 min  | 10+1 |
| 06      | Hayden Paddon      | John Kennard     | Hyundai i20 WRC  | 3:45:53,3 h | 7:42,7 min  | 8    |
| 07      | Juho Hänninen      | Kaj Lindström    | Toyota Yaris WRC | 3:49:27,5 h | 11:16,9 min | 6    |
| 08      | Dani Sordo         | Marc Marti       | Hyundai i20 WRC  | 3:52:54,7 h | 14:44,1 min | 4    |
| 09      | Mads Østberg       | Ola Fløene       | Ford Fiesta WRC  | 3:53:21,9 h | 15:11,3 min | 2    |
| 10      | Pontus Tidemand    | Jonas Andersson  | Škoda Fabia R5   | 3:55:42,7 h | 17:32,1 min | 1    |
| WRC2    |                    |                  |                  |             |             |      |
| 01 (10) | Pontus Tidemand    | Jonas Andersson  | Škoda Fabia R5   | 3:55:42,7 h |             | 25   |
| 02 (11) | Juan Carlos Alonso | Matias Mercadal  | Škoda Fabia R5   | 4:05:54,0 h | 10:11,3 min | 18   |
| 03 (12) | Benito Guerra jr.  | Daniel Cué       | Škoda Fabia R5   | 4:38:48,2 h | 43:05,5 min | 15   |

### Wertungsprüfungen
| Tag             | WP                                   | Name                             | Länge    | Start MESZ                | Gewinner                    | Co-Pilot                              | Auto                                  | Zeit            | Gesamtführender  |
| --------------- | ------------------------------------ | -------------------------------- | -------- | ------------------------- | --------------------------- | ------------------------------------- | ------------------------------------- | --------------- | ---------------- |
| 27. April       |                                      | Villa Carlos Paz (Shakedown)     | 6,02 km  | 12:00                     | Jari-Matti Latvala          | Miikka Anttila                        | Toyota Yaris WRC                      | 1:53,8 min      | n/a              |
| Tag 1 28. April |                                      |                                  |          |                           |                             |                                       |                                       |                 |                  |
| WP1             | Ciudad de Cordoba                    | 1,75 km                          | 23:08    | Sébastien Ogier           | Julien Ingrassia            | Ford Fiesta WRC                       | 1:53,8 min                            | Sébastien Ogier |                  |
| WP2             | San Agustin–Villa General Belgrano 1 | 19,95 km                         | 12:38    | Elfyn Evans               | Daniel Barritt              | Ford Fiesta WRC                       | 12:42,3 min                           | Elfyn Evans     |                  |
| WP3             | Amboy–Santa Monica 1                 | 20,44 km                         | 13:41    | Elfyn Evans               | Daniel Barritt              | Ford Fiesta WRC                       | 10:18,8 min                           | Elfyn Evans     |                  |
| WP4             | Santa Rosa–San Agustin 1             | 23,85 km                         | 14:24    | Elfyn Evans               | Daniel Barritt              | Ford Fiesta WRC                       | 13:44,8 min                           | Elfyn Evans     |                  |
| WP5             | WPS Fernet Branca 1                  | 6,04 km                          | 16:29    | Elfyn Evans               | Daniel Barritt              | Ford Fiesta WRC                       | 4:43,5 min                            | Elfyn Evans     |                  |
| WP6             | San Agustin–Villa General Belgrano 2 | 19,95 km                         | 19:02    | Elfyn Evans               | Daniel Barritt              | Ford Fiesta WRC                       | 12:35,9 min                           | Elfyn Evans     |                  |
| WP7             | Amboy–Santa Monica 2                 | 20,44 km                         | 20:05    | Elfyn Evans Hayden Paddon | Daniel Barritt John Kennard | Ford Fiesta WRC Hyundai i20 Coupe WRC | 10:21,1 min                           | Elfyn Evans     |                  |
| WP8             | Santa Rosa–San Agustin 2             | 23,85 km                         | 20:48    | Hayden Paddon             | John Kennard                | Hyundai i20 Coupe WRC                 | 13:39,0 min                           | Elfyn Evans     |                  |
| WP9             | Fernet Branca 2                      | 6,04 km                          | 23:08    | Thierry Neuville          | Nicolas Gilsoul             | Hyundai i20 Coupe WRC                 | 4:49,4 min                            | Elfyn Evans     |                  |
| Tag 2 29. April | WP10                                 | Tanti–Villa Bustos 1             | 20,08 km | 12:08                     | Elfyn Evans                 | Daniel Barritt                        | Ford Fiesta WRC                       | Elfyn Evans     | 11:00,2 min      |
| Tag 2 29. April | WP11                                 | Los Gigantes–Cantera El Condor 1 | 38,68 km | 13:21                     | Kris Meeke                  | Paul Nagle                            | Citroën C3 WRC                        | Elfyn Evans     | 20:01,6 min      |
| Tag 2 29. April | WP12                                 | Boca del Arroyo–Bajo del Pungo 1 | 20,52 km | 14:14                     | Kris Meeke                  | Paul Nagle                            | Citroën C3 WRC                        | Elfyn Evans     | 13:18,2 min      |
| Tag 2 29. April | WP13                                 | Tanti–Villa Bustos 2             | 20,08 km | 17:08                     | Ott Tänak                   | Martin Järveoja                       | Ford Fiesta WRC                       | Elfyn Evans     | 10:47,9 min      |
| Tag 2 29. April | WP14                                 | Los Gigantes–Cantera El Condor 2 | 38,68 km | 18:21                     | Ott Tänak Thierry Neuville  | Martin Järveoja Nicolas Gilsoul       | Ford Fiesta WRC Hyundai i20 Coupe WRC | Elfyn Evans     | 19:45,5 min      |
| Tag 2 29. April | WP15                                 | Boca del Arroyo–Bajo del Pungo 2 | 20,52 km | 19:14                     | Thierry Neuville            | Nicolas Gilsoul                       | Hyundai i20 Coupe WRC                 | Elfyn Evans     | 12:59,5 min      |
| Tag 3 30. April | WP16                                 | El Condor–Copina                 | 16,32 km | 13:13                     | Ott Tänak                   | Martin Järveoja                       | Ford Fiesta WRC                       | Elfyn Evans     | 13:07,0 min      |
| Tag 3 30. April | WP17                                 | Mina Clavero–Giulio Cesare       | 22,64 km | 14:56                     | Thierry Neuville            | Nicolas Gilsoul                       | Hyundai i20 Coupe WRC                 | Elfyn Evans     | 18:05,0 min      |
| Tag 3 30. April | WP18                                 | El Condor Power (Powerstage)     | 16,32 km | 16:18                     | Thierry Neuville            | Nicolas Gilsoul                       | Hyundai i20 Coupe WRC                 | 13:00,1 min     | Thierry Neuville |

### Gewinner Wertungsprüfungen
| WP                | Anzahl | Fahrer           | Auto            |
| ----------------- | ------ | ---------------- | --------------- |
| 2–7, 10           | 7      | Elfyn Evans      | Ford Fiesta WRC |
| 9, 14, 15, 17, 18 | 5      | Thierry Neuville | Hyundai i20 WRC |
| 13, 14, 16        | 3      | Ott Tänak        | Ford Fiesta WRC |
| 11,12             | 2      | Kris Meeke       | Citroën C3 WRC  |
| 7, 8              | 2      | Hayden Paddon    | Hyundai i20 WRC |
| 1                 | 1      | Sébastien Ogier  | Ford Fiesta WRC |

### Fahrer-WM nach der Rallye
| Pos. | Fahrer             | Punkte |
| ---- | ------------------ | ------ |
| 1    | Sébastien Ogier    | 102    |
| 2    | Jari-Matti Latvala | 86     |
| 3    | Thierry Neuville   | 84     |
| 4    | Ott Tänak          | 66     |
| 5    | Dani Sordo         | 51     |

### Team-Weltmeisterschaft
| Pos. | Team               | Punkte |
| ---- | ------------------ | ------ |
| 1    | M-Sport WRT        | 162    |
| 2    | Hyundai Motorsport | 140    |
| 3    | Toyota Racing WRT  | 99     |
| 4    | Citroën WRT        | 71     |